# Foramen ciático menor
 El  foramen ciático menor es una abertura ( agujero ) entre la pelvis y la parte posterior del muslo. El agujero está formado por el ligamento sacrotuberoso que corre entre el sacro y la tuberosidad isquiática y el ligamento sacroespinoso que corre entre el sacro y la espina isquiática . 

## Estructura
El agujero ciático menor tiene los siguientes límites: 
- Anterior: la tuberosidad del isquion
- Superior: la espina isquiática y el ligamento sacroespinoso
- Posterior: el ligamento sacrotuberoso

Alternativamente, el agujero puede ser definir por los límites de la escotadura ciática menor y los dos ligamentos. 

## Contenido
Por el foramen pasan:  
- el tendón del obturador interno
- vasos pudendos internos
- nervio pudendo

El nervio pudendo y su recorrido a través del foramen ciático menor.

- nervio del músculo obturador interno